# Rondibilis paralineaticollis
Rondibilis paralineaticollis är en skalbaggsart som beskrevs av Stefan von Breuning 1968. Rondibilis paralineaticollis ingår i släktet Rondibilis och familjen långhorningar.
Artens utbredningsområde är Laos. Inga underarter finns listade i Catalogue of Life.